# الیس، کلرادو
الیس، کلورادو (به انگلیسی: Alice, Colorado) یک منطقهٔ مسکونی در ایالات متحده آمریکا است که در کلرادو واقع شده‌است.

## خصوصیات
الیس ۳٬۰۷۶ متر بالاتر از سطح دریا واقع شده‌است.